# McDonnell Douglas C-9
Los McDonnell Douglas C-9A Nightingale/C-9B Skytrain II son versiones militares del avión de pasajeros McDonnell Douglas DC-9, designados con la denominación C-9A Nightingale para la Fuerza Aérea de los Estados Unidos y C-9B Skytrain II para la Armada de los Estados Unidos y el Cuerpo de Marines de los Estados Unidos.
El último C-9A Nightingale de la Fuerza Aérea fue retirado en septiembre de 2005, la Armada retiró sus C-9B Skytrain II en julio de 2014 y el Cuerpo de Marines retiró los 2 últimos C-9B Skytrain II en abril de 2017.
El Boeing C-40 Clipper reemplazó a los viejos C-9B de la Armada.

## Diseño y desarrollo

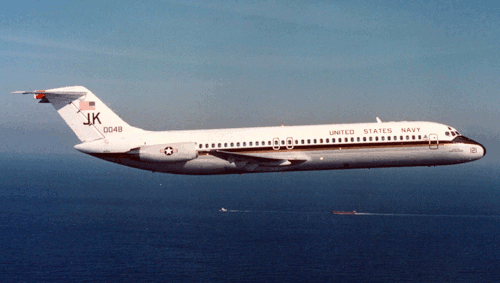
Un C-9B Skytrain II.

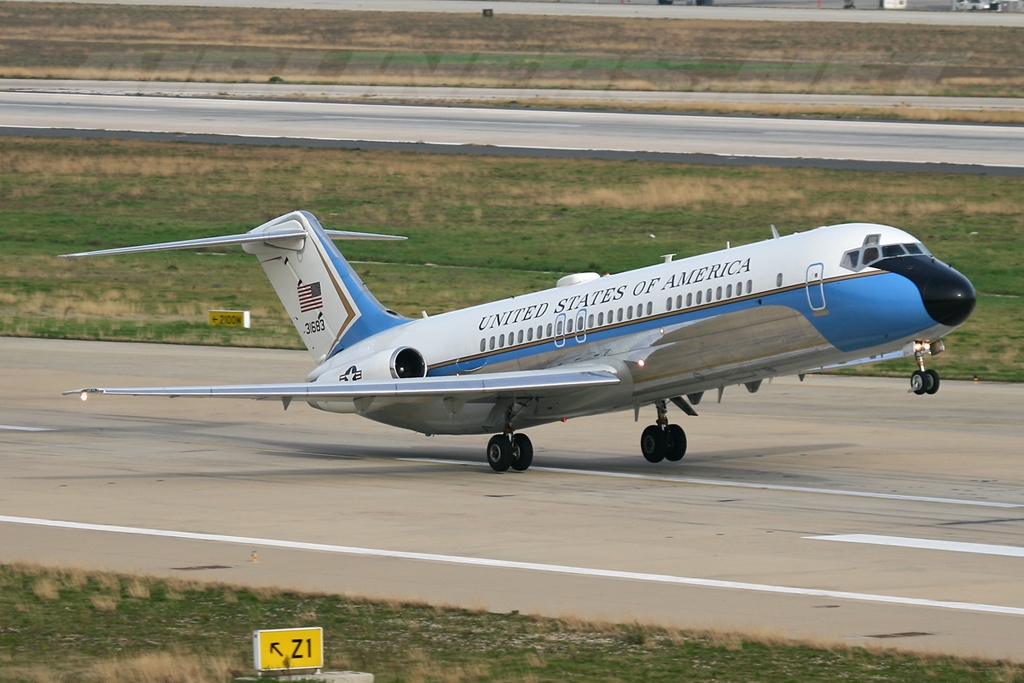
Un McDonnell Douglas VC-9C (DC-9-32) de la Fuerza Aérea estadounidense, usado a menudo como Air Force Two o para transportar a las primeras damas.

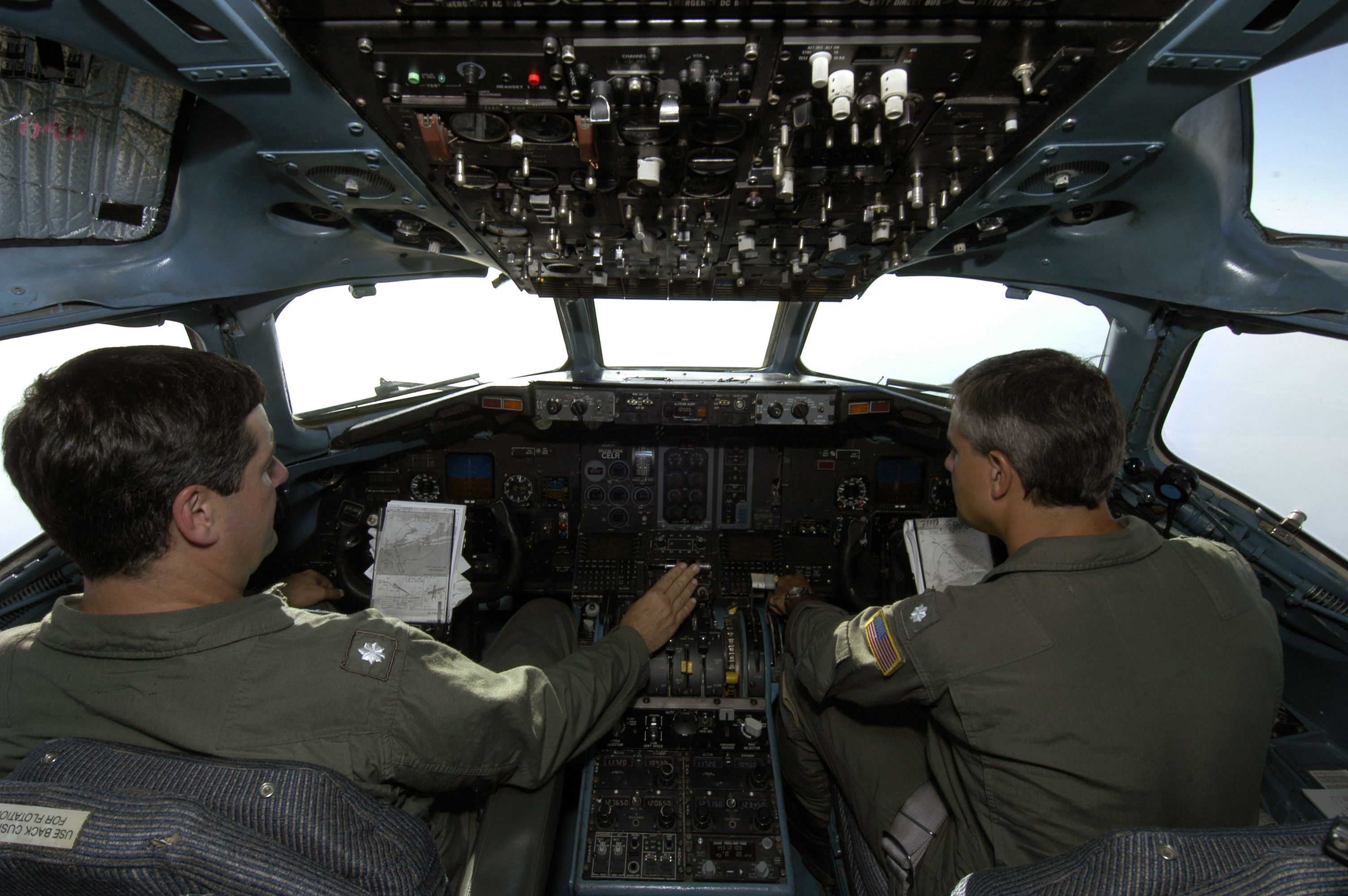
La cabina de un C-9B Skytrain.

En 1966, la Fuerza Aérea de los Estados Unidos identificó la necesidad de disponer de una aeronave para evacuaciones médicas. Al año siguiente, la Fuerza Aérea seleccionó a Douglas Aircraft para la fabricación del C-9A Nightingale, nombrado así por Florence Nightingale. Las entregas empezaron en el año 1968. Los C-9A fueron empleados para realizar tareas de evacuación médica (MEDEVAC), transporte de pasajeros y misiones especiales desde 1968 hasta 2005.
Tras seleccionar al DC-9 para el transporte de pasajeros y carga, la Armada de los Estados Unidos ordenó sus primeros cinco C-9B en abril de 1972. El C-9B también realizó servicios para el Cuerpo de Marines de los Estados Unidos. Un C-9B también fue seleccionado por la NASA para la investigación de la microgravedad, reemplazando al antiguo Boeing KC-135 Stratotanker "Vomit Comet".

## Variantes
C-9A Nightingale
23 aviones MEDEVAC para la Fuerza Aérea de los Estados Unidos, recibidos desde 1968.
C-9B Skytrain II
24 aviones empleados por la Armada y el Cuerpo de Marines de los Estados Unidos, entregados entre 1973 y 1976. Cinco C-9 adicionales fueron convertidos a partir de DC-9 de pasajeros.
VC-9C
3 aviones de transporte ejecutivo para la Fuerza Aérea de los Estados Unidos.
C-9K
2 aviones para la Fuerza Aérea Kuwaití.

## Operadores
Estados Unidos
- Fuerza Aérea de los Estados Unidos
- Infantería de Marina de los Estados Unidos
- Armada de los Estados Unidos
- NASA

 Kuwait
- Fuerza Aérea Kuwaití

 Venezuela
- Fuerza Aérea Venezolana

## Especificaciones (C-9B)

### Características generales
- Tripulación: Cinco a ocho
- Capacidad: 76 pasajeros
- Longitud: 36,4 m (119,3 ft)
- Envergadura: 28,4 m (93,2 ft)
- Altura: 8,4 m (27,5 ft)
- Superficie alar: 93 m² (1000,7 ft²)
- Peso vacío: 27 080 kg (59 684,3 lb)
- Peso máximo al despegue: 49 900 kg (109 979,6 lb)
- Planta motriz: 2× turbofán Pratt & Whitney JT8D-9.
  - Empuje normal: 64,5 kN (6577 kgf; 14 500 lbf) de empuje cada uno.

### Rendimiento
- Velocidad nunca excedida (Vne): Mach 0,84
- Velocidad crucero (Vc): 811 km/h (504 MPH; 438 kt)
- Alcance: 4700 km (2538 nmi; 2920 mi)
- Techo de vuelo: 11 000 m (36 089 ft)
- Régimen de ascenso: 15 m/s (2953 ft/min)

## Aeronaves relacionadas

### Desarrollos relacionados
- McDonnell Douglas DC-9

### Aeronaves similares
- Boeing C-22
- Boeing CT-43
- C-40 Clipper

### Secuencias de designación
- Secuencia C-_ (Aviones de Carga estadounidenses, 1962-presente): ← C-6 - C-7/B - C-8 - C-9 - C-10 - C-11 - C-12 →